# Brian O'Neil
Pour les articles homonymes, voir O'Neil.
Brian O'Neil, né le 6 septembre 1972 à Paisley, est un footballeur écossais des années 1990 et 2000.

## Biographie
En tant que milieu défensif, Brian O'Neil fut international écossais à 7 reprises (1996-2005) pour aucun but inscrit. Il connut sa première sélection à Glasgow, le 27 mars 1996, contre l'Australie, qui se solda par une victoire (1-0). Il fut sélectionné une seule fois en 1996, deux fois en 1999, trois fois en 2000 et une fois en 2005. Il honora sa dernière sélection le 17 août 2005 à Graz, contre l'Autriche, qui se solda par un match nul (2-2).
Il commença sa carrière au Celtic Glasgow pendant six saisons, remportant une Coupe d'Écosse de football en 1995, puis il fut prêté à Nottingham Forest FC (dernier de D1 anglaise), puis joua à Aberdeen FC une saison (6e du championnat). 
Il connut une expérience de deux saisons en Allemagne avec VfL Wolfsburg, jouant le haut de tableau (5e et 7e) et fut demi-finaliste de la coupe d'Allemagne en 1999. Durant ces deux saisons, il inscrit 3 buts pour son club, dont le dernier le 27 novembre 1999 lors d'une défaite 2-3 à domicile contre le Hertha Berlin. Avec ce but, il reste pendant 16 ans, 9 mois et 28 jours le dernier écossais à avoir marqué en Bundesliga, jusqu'au 25 septembre 2016 date à laquelle Oliver Burke inscrit un but pour le RB Leipzig contre 1. FC Cologne.
Il revient en Angleterre, à Derby County et ensuite à Preston North End FC, mais ne remportant rien. Avec ses deux clubs, il joua en D2 anglaise. Il arrêta sa carrière en octobre 2006, à la suite de blessures.

## Clubs
- 1991-1997 :  Celtic Glasgow
- 1997 : →  Nottingham Forest FC (prêt)
- 1997-1998 :  Aberdeen FC
- 1998-2000 :  VfL Wolfsburg
- 2000-2003 :  Derby County FC
- 2003-octobre 2006 :  Preston North End FC

## Palmarès
- Championnat d'Écosse de football
  - Vice-champion en 1996
- Coupe de la Ligue écossaise de football
  - Finaliste en 1991 et en 1995
- Coupe d'Écosse de football
  - Vainqueur en 1995